# セフレ (スウェーデン)
セフレ（スウェーデン語: Säffle [ˈsɛ̂fːlɛ]）は、スウェーデンのヴェルムランド県にある都市。セフレ市の市庁所在地である。2010年の人口は9150人。セッフレとも表記される。
1971年、国から正式に都市 (Stad) の称号を付与された最後のまちとして知られる。

## 歴史
ビェルヴェン川の急流を避けるバイパス運河が1837年に開通してから発展し始めた。1879年には鉄道が開通したが、1882年の人口は700人に過ぎなかった。
口碑によれば、ヴァイキングのオロフ・トレテリアがこの地に根を下ろし定住した。このため、市内の多くの街路や教会や地名が彼にちなみ命名されている。

## 経済
セフレ経済の主力は工業で、なかでもパルプ業が中心である。パルプ工場が地元経済をけん引する。19世紀初頭にはレンガ工場が置かれ、市街に建築資材を提供したが、この建物はいまもダウンタウンに残る。

## 文化
コメディアンのフィリップ・ハンマルとフレドリク・ヴィキンションが出演する、カナル5のテレビ番組 Lite sällskap の撮影が行われた。

## 観光
- ヴァイキングの足跡協会
- ヴェルムランド・ヴァイキング・センター

## スポーツ
- セフレ・ホッケー・クラブ - アイスホッケー
- SKシフヘッラ - サッカー
- セフレFF - サッカー

## 出身有名人
- グンナー・アンデション - サッカー選手
- ダニエル・カールソン - ドライバー
- アンデシュ・ヤコブソン - ヘビーメタルバンド「ドラコニアン」のメンバー
- アンニシェン・クリングスター - オリエンテーリング選手
- トシュテン・ケーレ - 発明家
- ヨナス・リメイカ - 俳優
- エサイアス・テグネール - 作家、主教
- ティナ・トルネール - ドライバー